# بتسی جانسون
بتسی جانسون (متولد ۱۰ اوت ۱۹۴۲)، یک طراح مد آمریکایی است که بیشتر به خاطر طرح‌های زنانه و عجیب و غریبش شناخته شده است.
جانسون در وترسفیلد، کانکتیکات، دومین فرزند از سه فرزند لنا و جان جانسون متولد شد. او یک خواهر بزرگتر به نام سالی و یک برادر کوچکتر به نام رابرت دارد. جانسون در تری‌ویل، کانکتیکات، بزرگ شد و در کلاس‌های رقص بسیاری شرکت کرد که الهام‌بخش عشق او به لباس‌ها بود.
پس از فارغ‌التحصیلی از دبیرستان، جانسون در موسسه پرت تحصیل کرد و سپس فی بتا کاپا را از دانشگاه سیراکیوز، فارغ‌التحصیل کرد، جایی که او یکی از اعضای گروه زنان آلفا خی دلتا بود. پس از فارغ‌التحصیلی، یک تابستان را به عنوان کارآموز در مجله مادمازل گذراند.